# رؤیای سبز
رویای سبز فیلمی به کارگردانی حسین محجوب و نویسندگی مجید مجیدی ساختهٔ سال ۱۳۷۸ است.

## بازیگران
- محمود نظرعلیان
- قربان نجفی